# ロアナ・ルコント
ロアナ・ルコント（Loana Lecomte、1999年8月8日 - ）は、フランス、アヌシー出身の女子自転車競技（マウンテンバイク・クロスカントリー(XC)）選手。

## 主な戦歴
- マウンテンバイク世界選手権
  - 2017年  2位 クロスカントリー ジュニア  ケアンズ
  - 2019年  3位 クロスカントリー U23  モン・サンタンヌ
  - 2019年  3位 クロスカントリー チームリレー  モン・サンタンヌ
  - 2020年  優勝 クロスカントリー U23  レオガング　[1]
  - 2020年  優勝 クロスカントリー チームリレー  レオガング

- UCIマウンテンバイクワールドカップ
  - 2020年
    - #1  優勝 ノヴェ・メスト [2]
    - #2  ３位 ノヴェ・メスト [3]

  - 2021年
    - #1  優勝  アルプシュタット
    - #2  優勝 ノヴェ・メスト
    - #3  優勝  レオガング
    - #4  優勝 レ・ジェ

- 欧州大陸選手権
  - 2017年　 2位 クロスカントリー ジュニア
  - 2019年　 3位 クロスカントリー U23
  - 2020年   優勝 クロスカントリー U23

- フランス国内選手権
  - 2016年　 優勝 クロスカントリー ジュニア
  - 2017年　 優勝 クロスカントリー ジュニア
  - 2019年　 優勝 クロスカントリー U23
  - 2020年　 優勝 クロスカントリー U23
  - 2021年　 優勝 クロスカントリー